# Campionatele Europene de Natație
Campionatele Europene de Natație sunt organizate de Liga Europeană de Natație (LEN) – organismul de conducere pentru natație din Europa. În prezent, Campionatele se desfășoară la fiecare doi ani (în anii pari); iar din 1999 au inclus 4 discipline acvatice: înot (bazin olimpic - 50 m), sărituri în apă, înot sincron și înot în ape deschise. Din 1999, Campionatul European de polo pe apă se desfășoară separat.

## Ediții
| Ediție | An   | Oraș gazdă         | Țară gazdă                      | Probe | Perioadă                                | Locul 1 în clasamentul pe medalii | Locul 2 în clasamentul pe medalii | Locul 3 în clasamentul pe medalii |
| ------ | ---- | ------------------ | ------------------------------- | ----- | --------------------------------------- | --------------------------------- | --------------------------------- | --------------------------------- |
| 1      | 1926 | Budapesta          | Ungaria                         | 9     | 18–22 august 1926                       | Germania                          | Suedia                            | Ungaria                           |
| 2      | 1927 | Bologna            | Italia                          | 16    | 31 august – 4 septembrie 1927           | Germania                          | Suedia                            | Țările de Jos                     |
| 3      | 1931 | Paris              | Franța                          | 16    | 23–30 august 1931                       | Ungaria                           | Germania                          | Țările de Jos                     |
| 4      | 1934 | Magdeburg          | Germania                        | 16    | 12–19 august 1934                       | Germania                          | Țările de Jos                     | Ungaria                           |
| 5      | 1938 | Londra             | Marea Britanie                  | 16    | 6–13 august 1938                        | Germania                          | Danemarca                         | Țările de Jos                     |
| 6      | 1947 | Monte Carlo        | Monaco                          | 16    | 10–14 septembrie 1947                   | Franța                            | Danemarca                         | Ungaria                           |
| 7      | 1950 | Viena              | Austria                         | 16    | 20–27 august 1950                       | Franța                            | Țările de Jos                     | RFG                               |
| 8      | 1954 | Torino             | Italia                          | 18    | 31 august – 5 septembrie 1954           | Ungaria                           | URSS                              | RDG                               |
| 9      | 1958 | Budapesta          | Ungaria                         | 20    | 31 august – 6 septembrie 1958           | URSS                              | Marea Britanie                    | Țările de Jos                     |
| 10     | 1962 | Leipzig            | RDG                             | 23    | 18–25 august 1962                       | Țările de Jos                     | RDG                               | URSS                              |
| 11     | 1966 | Utrecht            | Țările de Jos                   | 23    | 20–27 august 1966                       | URSS                              | RDG                               | Țările de Jos                     |
| 12     | 1970 | Barcelona          | Spania                          | 34    | 5–13 septembrie 1970                    | RDG                               | URSS                              | RFG                               |
| 13     | 1974 | Viena              | Austria                         | 37    | 18–25 august 1974                       | RDG                               | RFG                               | Marea Britanie                    |
| 14     | 1977 | Jönköping          | Suedia                          | 37    | 14–21 august 1977                       | RDG                               | URSS                              | RFG                               |
| 15     | 1981 | Split              | Iugoslavia                      | 37    | 4–12 septembrie 1981                    | RDG                               | URSS                              | Marea Britanie                    |
| 16     | 1983 | Roma               | Italia                          | 38    | 22–27 august 1983                       | RDG                               | URSS                              | RFG                               |
| 17     | 1985 | Sofia Oslo         | Bulgaria · Norvegia             | 39    | 4–11 august 1985 12–18 August 1985      | RDG                               | URSS                              | RFG                               |
| 18     | 1987 | Strasbourg         | Franța                          | 41    | 16–23 august 1987                       | RDG                               | URSS                              | RFG                               |
| 19     | 1989 | Bonn               | Germania de Vest                | 43    | 15–20 august 1989                       | RDG                               | URSS                              | Franța                            |
| 20     | 1991 | Atena Terracina    | Grecia · Italia                 | 47    | 18–25 August 1991 14–15 septembrie 1991 | URSS                              | Germania                          | Ungaria                           |
| 21     | 1993 | Sheffield Slapy    | Marea Britanie · Republica Cehă | 47    | 3–8 august 1993 28–29 august 1993       | Germania                          | Rusia                             | Ungaria                           |
| 22     | 1995 | Viena              | Austria                         | 47    | 22–27 august 1995                       | Rusia                             | Germania                          | Ungaria                           |
| 23     | 1997 | Sevilla            | Spania                          | 51    | 19–24 August 1997                       | Rusia                             | Germania                          | Ungaria                           |
| 24     | 1999 | Istanbul           | Turcia                          | 55    | 26 iulie – 1 august 1999                | Germania                          | Rusia                             | Țările de Jos                     |
| 25     | 2000 | Helsinki           | Finlanda                        | 55    | 3–9 iulie 2000                          | Rusia                             | Germania                          | Italia                            |
| 26     | 2002 | Berlin             | Germania                        | 57    | 29 iulie – 4 august 2002                | Germania                          | Rusia                             | Italia                            |
| 27     | 2004 | Madrid             | Spania                          | 58    | 5–16 mai 2004                           | Ucraina                           | Rusia                             | Italia                            |
| 28     | 2006 | Budapesta          | Ungaria                         | 58    | 26 iulie – 6 august 2006                | Rusia                             | Germania                          | Franța                            |
| 29     | 2008 | Eindhoven          | Țările de Jos                   | 54    | 13–24 martie 2008                       | Rusia                             | Italia                            | Franța                            |
| 30     | 2010 | Budapest           | Ungaria                         | 61    | 4–15 august 2010                        | Rusia                             | Germania                          | Franța                            |
| 31     | 2012 | Debrecen Eindhoven | Ungaria · Țările de Jos         | 55    | 15–27 mai 2012                          | Ungaria                           | Germania                          | Italia                            |
| 32     | 2014 | Berlin             | Germania                        | 64    | 13–24 august 2014                       | Marea Britanie                    | Rusia                             | Italia                            |
| 33     | 2016 | Londra             | Marea Britanie                  | 64    | 9–22 May 2016                           | Marea Britanie                    | Ungaria                           | Rusia                             |
| 34     | 2018 | Glasgow Edinburgh  | Marea Britanie                  | 72    | 2–12 august 2018                        | Rusia                             | Marea Britanie                    | Italia                            |
| 35     | 2020 | Budapesta          | Ungaria                         | 73    | 10–23 mai 2021                          | Rusia                             | Marea Britanie                    | Italia                            |
| 36     | 2022 | Roma               | Italia                          | 77    | 11–21 august 2022                       | Italia                            | Marea Britanie                    | Ucraina                           |

## Clasamentul țărilor după medaliile câștigate (1926–2022)
Actualizat după Campionatele Europene de Natație 2022
| Loc | Țară          | Aur | Argint | Bronz | Total |
| --- | ------------- | --- | ------ | ----- | ----- |
| 1.  | Rusia         | 197 | 116    | 87    | 400   |
| 2.  | Germania      | 171 | 159    | 130   | 460   |
| 3.  | RDG           | 143 | 115    | 68    | 326   |
| 4.  | Italia        | 126 | 147    | 197   | 470   |
| 5.  | Ungaria       | 122 | 107    | 81    | 310   |
| 6.  | Regatul Unit  | 109 | 116    | 134   | 359   |
| 7.  | URSS          | 97  | 87     | 79    | 263   |
| 8.  | Franța        | 91  | 98     | 92    | 281   |
| 9.  | Țările de Jos | 88  | 98     | 90    | 276   |
| 10. | Suedia        | 67  | 76     | 71    | 214   |
| 11. | Ucraina       | 66  | 70     | 67    | 203   |
| 12. | RFG           | 41  | 33     | 49    | 123   |
| 13. | Spania        | 31  | 59     | 50    | 140   |
| 14. | Danemarca     | 29  | 22     | 32    | 83    |
| 15. | Polonia       | 18  | 19     | 22    | 59    |
| 16. | Finlanda      | 13  | 8      | 12    | 33    |
| 17. | România       | 12  | 26     | 32    | 70    |
| 18. | Austria       | 12  | 19     | 23    | 54    |
| 19. | Grecia        | 7   | 11     | 24    | 42    |
| 20. | Norvegia      | 6   | 8      | 5     | 19    |

## Multipli medaliați la înot (bazin lung)
Activ
 Actualizare după Campionatele Europene de Natație 2022.

### Masculin
| #  | Sportiv                   | Țară                    | 1  | 2 | 3 | Total |
| -- | ------------------------- | ----------------------- | -- | - | - | ----- |
| 1  | Alexandr Popov            | Uniunea Sovietică Rusia | 21 | 3 | 2 | 26    |
| 2  | Adam Peaty                | Marea Britanie          | 16 | 0 | 0 | 16    |
| 3  | László Cseh               | Ungaria                 | 14 | 4 | 5 | 23    |
| 4  | Michael Gross             | RFG                     | 13 | 4 | 2 | 19    |
| 5  | Pieter van den Hoogenband | Țările de Jos           | 10 | 5 | 4 | 19    |
| 6  | Emiliano Brembilla        | Italia                  | 10 | 3 | 0 | 13    |
| 7  | Filippo Magnini           | Italia                  | 9  | 5 | 5 | 19    |
| 8  | Peter Nocke               | RFG                     | 9  | 1 | 0 | 10    |
| 9  | Tamás Darnyi              | Ungaria                 | 8  | 0 | 0 | 8     |
| 10 | Duncan Scott              | Marea Britanie          | 7  | 4 | 0 | 11    |
| 11 | Oleh Lisohor              | Ucraina                 | 7  | 3 | 3 | 13    |
| 12 | James Guy                 | Marea Britanie          | 7  | 2 | 3 | 12    |

### Feminin
| #  | Sportiv               | Țară           | 1  | 2 | 3 | Total |
| -- | --------------------- | -------------- | -- | - | - | ----- |
| 1  | Franziska van Almsick | Germania       | 18 | 3 | 0 | 21    |
| 2  | Sarah Sjöström        | Suedia         | 17 | 7 | 4 | 28    |
| 3  | Katinka Hosszú        | Ungaria        | 15 | 6 | 4 | 25    |
| 4  | Heike Friedrich       | RDG Germania   | 11 | 2 | 0 | 13    |
| 5  | Therese Alshammar     | Suedia         | 10 | 7 | 4 | 21    |
| 6  | Fran Halsall          | Marea Britanie | 10 | 3 | 4 | 17    |
| 7  | Yana Klochkova        | Ucraina        | 10 | 2 | 4 | 16    |
| 8  | Sandra Völker         | Germania       | 9  | 4 | 4 | 17    |
| 9  | Krisztina Egerszegi   | Ungaria        | 9  | 4 | 0 | 13    |
| 9  | Astrid Strauss        | RDG            | 9  | 4 | 0 | 13    |
| 11 | Freya Anderson        | Marea Britanie | 9  | 3 | 4 | 16    |
| 12 | Laure Manaudou        | Franța         | 9  | 1 | 3 | 13    |
| 13 | Kristin Otto          | RDG            | 9  | 1 | 1 | 11    |
| 14 | Ute Geweniger         | RDG            | 9  | 1 | 0 | 10    |
| 15 | Simona Quadarella     | Italia         | 8  | 1 | 1 | 10    |
| 16 | Federica Pellegrini   | Italia         | 7  | 6 | 7 | 20    |
| 17 | Yuliya Yefimova       | Rusia          | 7  | 4 | 2 | 13    |
| 18 | Mette Jacobsen        | Danemarca      | 7  | 3 | 8 | 18    |
| 19 | Daniela Hunger        | RDG Germania   | 7  | 3 | 0 | 10    |
| 20 | Ágnes Kovács          | Ungaria        | 7  | 2 | 4 | 13    |
| 21 | Boglárka Kapás        | Ungaria        | 7  | 2 | 3 | 12    |
| 22 | Lucy Hope             | Marea Britanie | 7  | 2 | 0 | 9     |
| 22 | Britta Steffen        | Germania       | 7  | 2 | 0 | 9     |